# Hydatocapnia
Hydatocapnia is een geslacht van vlinders van de familie spanners (Geometridae), uit de onderfamilie Ennominae.

## Soorten
- H. gemina Yazaki, 1990
- H. marginata Warren, 1893